# Die rote Tapferkeitsmedaille (Film)
Die rote Tapferkeitsmedaille ist ein US-amerikanischer Kriegsfilm des Regisseurs John Huston aus dem Jahr 1951 mit Audie Murphy in der Hauptrolle. Er spielt im Jahr 1863 während des Amerikanischen Bürgerkrieges und behandelt die Erlebnisse eines jungen Soldaten vor und während seiner Feuertaufe in der Schlacht bei Chancellorsville. Die Geschichte des Films basiert auf dem gleichnamigen Roman von Stephen Crane.

## Handlung
Henry Fleming ist einfacher Soldat im 304. Regiment der Potomac-Armee der Union. Er fürchtet sich vor seinem ersten Einsatz und hat Angst, bei der ersten Gefahr wegzulaufen. Im Gegensatz zu vielen seiner Kameraden kompensiert er die Angst jedoch nicht mit betont forschem Auftreten, sondern bleibt still und besorgt. Während der Nachtwache warnt ihn ein gegnerischer Soldat von jenseits des Flusses, sich nicht so sehr dem Mondlicht auszusetzen, sonst bekäme er alsbald „eines von diesen kleinen roten Malen“. Nach langer, zermürbender Warterei hat das Exerzieren endlich ein Ende. Auch Henrys Kompanie marschiert in die Schlacht.
Die erste Schießerei verläuft noch glimpflich für Henry und seine Kameraden, doch als die Konföderierten bei ihrem zweiten Angriff in die Stellung einbrechen, verliert Henry die Nerven und läuft davon. Als er sich halbwegs beruhigt und in einem Buschgelände versteckt hat, belauscht er zufällig das Gespräch einiger Offiziere und erfährt, dass seine Kameraden standgehalten haben. Tief beschämt irrt er umher und reiht sich schließlich in eine Kolonne von Verwundeten ein. Dort begegnet er seinem Kameraden Jim Conklin und sieht ihn sterben.
Henry geht wieder nach vorn und gerät in eine panisch flüchtende andere Einheit hinein. Als er einen der Männer aufhält und wissen will, was vorgeht, bekommt er einen Kolbenhieb auf den Kopf und bleibt liegen. Erst in der Nacht sammelt ihn ein Korporal auf und bringt ihn zu seiner Einheit zurück. Henry erzählt ein Märchen, wo er überall gekämpft habe und verwundet worden sei. Niemand hat ihn vermisst, da das Regiment während der Kämpfe weit verstreut wurde. Offenbar haben auch fast alle anderen „woanders gekämpft“. Henry ist erleichtert. „Er hatte seine Fehler im Dunkeln begangen. Also war er immer noch ein Mann.“
Am nächsten Morgen gehen die Kämpfe weiter. Henry ist ganz euphorisch von seinem neuen Mut. Dieses Mal verfällt er ins andere Extrem, vergisst völlig seine eigene Sicherheit und stürmt mit der Fahne in der Hand seinen Kameraden voran, bis die gegnerische Stellung erobert ist. Plötzlich scheint der Krieg für einen Moment vorbei zu sein. Eben brachten blau oder grau gekleidete Männer einander um. Jetzt machen Sieger und Gefangene sich miteinander bekannt, als wäre nichts gewesen. Dann marschiert die Einheit wieder zurück. Eine Mauer wurde erstürmt und hat viele Leben gekostet. Jetzt lässt man sie einfach so zurück. Ein erster Vogel zwitschert wieder. „So kam es, dass sich seine Seele veränderte. … Er hatte die Krankheit der Schlacht befreiend abgeschüttelt.“

## Bemerkungen
Der Titel bezieht sich auf die „roten Male“, die bei einer Verwundung entstehen. Wer verwundet wurde, hat sich feindlichem Feuer ausgesetzt und damit seine Tapferkeit bewiesen. Tapferkeitsmedaillen und Verwundetenabzeichen gab und gibt es in vielen Streitkräften. Im Sezessionskrieg wurde für außerordentliche Tapferkeit die 1861 gestiftete Medal of Honor verliehen. Ein Verwundetenabzeichen gab es allerdings nicht. Der entsprechende von George Washington gestiftete bekannte US-Orden „Purple Heart“ wurde erst 1932 wieder verliehen.
Der Film wurde von der Filmgesellschaft MGM stark geschnitten bzw. – je nach Sichtweise – verstümmelt, um das Heldentum der Soldaten zu betonen und die kritischen Töne zu entschärfen. Auch befürchtete man, den höchstdekorierten Kriegshelden Audie Murphy in einem allzu ungünstigen Licht darzustellen. John Huston hielt sich nicht damit auf, um die geschnittenen 20 Minuten zu kämpfen, sondern konzentrierte sich auf sein nächstes Projekt African Queen. Die Originalfassung des Films ist verschollen.

## Auszeichnungen
- 1952: Nominierung für den British Film Academy Award als „Bester Film“
- 1951: National Board of Review Top Ten Films

## Kritiken
- „John Hustons unzeitgemäße Verfilmung von Stephen Cranes Roman war von vornherein zum Scheitern verurteilt. Die Geschichte (…) war den Emotionen der Amerikaner in den frühen 50er Jahren (…) gerade entgegengesetzt, und die Besetzung der Hauptrolle mit Audie Murphy, einem gefeierten Kriegshelden, zeigte wenig Einfühlungsvermögen in die Reaktionen des Publikums. (…) Unter den Stärken dieses zweifelsohne interessanten Fehlschlages sind die großangelegten Schlachtszenen (von D. W. Griffith inspiriert und wirkungsvoll in Szene gesetzt von Andrew Marton) und Harold Rossons vollendete Fotografie, mit geschicktem Gebrauch der Schärfentiefe.“ – Wolfram Tichy, Liz-Anne Bawden et al.: rororo Filmlexikon. Band 2: Filme K – S (OT: The Oxford Companion to Film). Rowohlt, Reinbek bei Hamburg 1978, ISBN 3-499-16229-6, S. 540–541

- „John Hustons Film handelt von der dünnen Trennungslinie zwischen Feigheit und Heldentum und ist als schonungslos realistisches Kriegsdrama angelegt. Konflikte mit der Produktionsfirma führten dazu, daß der Film umgeschnitten wurde und Hustons Absichten nur noch andeutungsweise sichtbar blieben. Die ursprüngliche Fassung existiert nicht mehr.“ – Lexikon des internationalen Films[1]

## Neuverfilmung
1974 erschien eine für das US-Fernsehen produzierte Neuverfilmung mit Richard Thomas in der Hauptrolle. Diese Version war allerdings kein besonderer Erfolg.